# 2562 (nhạc sĩ)
Dave Huismans (sinh năm 1979), được biết đến với nghệ danh 2562, là một nhạc sĩ đến từ The Hague, Hà Lan.
Huismans mua chiếc máy tính xách tay đầu tiên dành riêng cho sản xuất âm nhạc vào năm 2003 mặc dù không biết cách đọc ký hiệu âm nhạc.
Trước đây đã từng phát hành các bản thu về các phong cách âm nhạc khác nhau dưới biệt danh A Made Up Sound và Dogdaze, Huismans đã tạo ra 2562, theo đó các sáng tác cúa anh thường được mô tả là chịu ảnh hưởng của nhạc dubstep. Anh nổi tiếng với việc sản xuất dubstep có ảnh hưởng từ techno.
Album đầu tay của 2562, Aerial (Tectonic Records, 2008), được phát hành với nhiều đánh giá tốt.

## Danh sách đĩa nhạc

### Album
- In Dog We Trust (2006), Dogdaze Productions – dưới nghệ danh Dogdaze
- Aerial (2008), Tectonic – dưới nghệ danh 2562
- Shortcuts (sản xuất 2004, phát hành 2008), - dưới nghệ danh Made Up Sound
- Unbalance (2009), Tectonic – dưới nghệ danh 2562
- Fever (2011), When In Doubt – dưới nghệ danh 2562
- Air Jordan (2012), When In Doubt - dưới nghệ danh 2562
- The new today (2014), When In Doubt - dưới nghệ danh 2562